# Det europæiske borgerinitiativ
Det europæiske borgerinitiativ blev indført med Lissabontraktaten. Hensigten med initiativet var at fremme borgernes deltagelse i EUs beslutningsproces. Der blev i december 2010 opnået enighed om et kompromis mellem Det Europæiske Råd og Europaparlamentet om udformningen af reglerne i dette initiativ. Den endelige vedtagelse fandt sted inden udgangen af 2010. En ny, revideret forordning blev vedtaget i april 2019 og trådte i kraft den 1. januar 2020.
I 2014 havde et tilstrækkeligt antal borgere indsamlet stemmer til at kræve et forslag om forbedret vandkvalitet, og i 2015 blev kampagnen "Stop vivisection" officielt optaget på listen over initiativer med mere end 1 million stemmer.

## Processen
Kommissionen gennemførte i 2009 en offentlig høring og udsendte på baggrund heraf et forslag den 31. marts 2010.  Den grundlæggende præmis er, at en million EU-borgere ved deres underskrift kan opfordre Europa-Kommissionen til at udforme et forslag på et område, hvor der findes et eksisterende regelsæt, f.eks. et direktiv. Borgere skal ifølge traktatens § 11 stamme fra "et betydeligt antal medlemsstater".
Kommissionen skal tage stilling til opfordringen og offentliggøre sin stillingtagen, men er ikke forpligtet til at følge den. Initiativer, der falder uden for de eksisterende regelsæt kan ifølge Lissabontraktaten ikke behandles af kommissionen.
Forslaget fik en blandet modtagelse, især fordi skeptikere fandt kravene til tidsfrist for høring og andre minimumskrav restriktive. Efter behandlingen i Det Europæiske Råd og Europaparlamentet blev flere af de kritiserede elementer i forslaget ændret.(Se Oversigt over regler for borgerinitiativer).

## Oversigt over regler for borgerinitiativer
| Emne                                | Bestemmelse ifølge kompromis                  | Kommissionens forslag        | Europaparlamentets forslag                    |
| ----------------------------------- | --------------------------------------------- | ---------------------------- | --------------------------------------------- |
| Antal repræsenterede lande          | 1/4 (aktuelt 7 lande)                         | 1/3 (aktuelt 9 lande         | 1/5 (aktuelt 6 lande)                         |
| Krav til kommissionens 1. vurdering | 7 borgere i 7 lande                           | 300.000 borgere i 3 lande    |                                               |
| Dokumentation                       | Underskrift verificeret af borgerens hjemland | Underskrift og ID-kortnummer | Underskrift verificeret af borgerens hjemland |
| Tidsfrist for indsamlingen          | 12 måneder                                    | 12 måneder                   | 18 måneder                                    |

Der har i hele processen været enighed om, at
- kommissionen skal oprette en hjemmeside med vejledning og en "Point of Contact".
- EU-borgeren skal have valgret til Europa-Parlamentsvalg for at underskriften er gyldig.
- Der skal holdes en offentlig høring med deltagelse af Kommissionen og Europa-Parlamentet, inden Kommissionen svarer på et konkret initiativ.[4]

## Konkrete initiativer
Greenpeace afleverede den 9. december 2010 1 million underskrifter med opfordring til kommissionen om at forbyde anvendelsen af genmodificerede fødevarer til kommissæren for sundhed og forbrugerpoltik, John Dalli.
FUEN (Federation Unoin of European Nationalities) afleverede i 2018 1.12 mio. underskrifter til kommissionen med opfordring til at støtte europæiske mindretal rettigheder.
Europa-Kommissionen forvalter den fulde liste over alle registrerede europæiske borgerinitiativer.

## Eksterne links
- http://ec.europa.eu/citizens-initiative/public/welcome?lg=da
- http://www.eu-oplysningen.dk/dokumenter/status/alle/status_20100119/ Arkiveret 20. maj 2011 hos  Wayback Machine
- http://www.ugebreveta4.dk/2010/201025/Baggrundoganalyse/Skrappe_regler_truer_EUs_demokratiforsoeg.aspx Arkiveret 20. oktober 2010 hos  Wayback Machine
- http://www.eu-oplysningen.dk/nyheder/euidag/2010/december/borger/ Arkiveret 20. maj 2011 hos  Wayback Machine
- http://www.presswire.dk/default.asp?o=1&pid=42977 (Webside+ikke+længere+tilgængelig)
- http://info.greenpeace.se/a_mediarelease/?openfolder=101209_Brussels_GMO_Million_Signatures (Webside+ikke+længere+tilgængelig)
- http://www.notat.dk/nye-skrappe-regler-for-at-anvende-borgerinitiativet/ Arkiveret 19. april 2012 hos  Wayback Machine